# Dzanga Bai

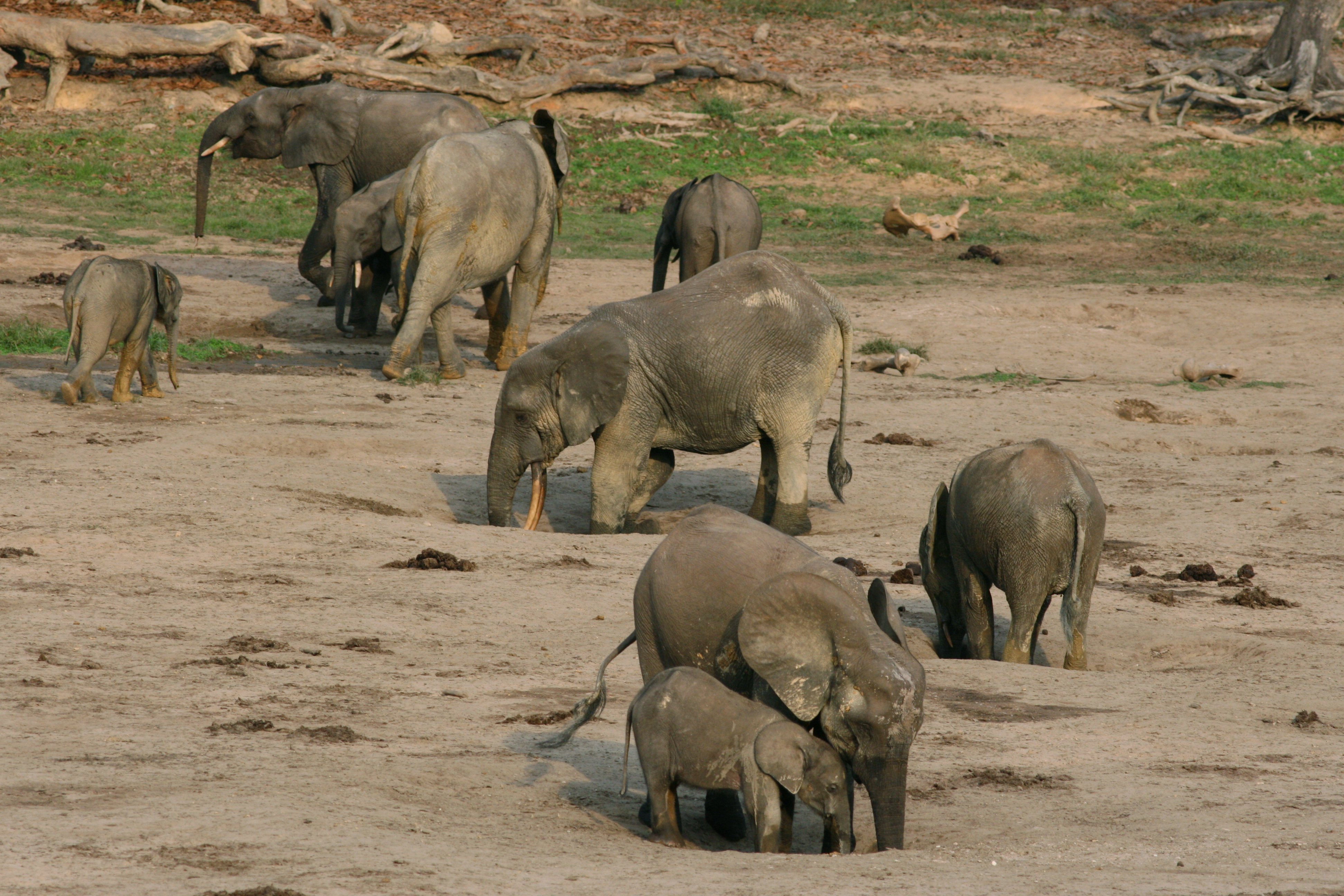
Bosolifanten in Dzanga Bai

Dzanga Bai is een moerasachtige open plek van 250 bij 500 meter in een regenwoud in de Centraal-Afrikaanse Republiek. Het bevindt zich in het centrum van de Dzanga-sector in het noorden van het nationaal park Dzanga-Ndoki, een gebied dat deel uitmaakt van het Kongobekken. De zoutrijke vlakte is ontstaan door bosolifanten, die door zich te voeden met bast, hout en mineralen rond boomwortels grote vlaktes in het woud creëren. Dzanga Bai wordt doorkruist door de kleine stroom de Dzanga en vormt een trekpleister voor een groot aantal dieren. De vlakte dankt zijn naam aan de Aka, een lokale pygmeeënstam die een open plek in het woud een bai noemt.

## Onderzoek
Dzanga Bai wordt dagelijks door een groot aantal dieren bezocht, zoals bosbuffels (Syncerus caffer nanus), sitatoenga's (Tragelaphus spekii), bongo's (Tragelaphus eurycerus) en penseelzwijnen (Potamochoerus porcus). Het gebied stelt wetenschappers in staat om het gedrag van de bosolifant (Loxodonta cyclotis) te bestuderen, een dier dat zich meer dan 95 procent van de dag in het regenwoud verbergt. Elke dag komen er tussen de 50 en 150 bosolifanten naar Dzanga Bai om er te drinken en zich te voeden met de mineralen op de bodem van de moerassen. Volgens een schatting uit 1999 wordt de vlakte elk jaar bezocht door 3000 bosolifanten uit alle delen van Centraal-Afrika, waarvan 1000 uit de nabijgelegen landen Congo-Brazzaville en Kameroen. Andrea Turkalo, lid van het Wildlife Conservation Society, heeft tientallen jaren de sociale relaties en communicatie tussen de bosolifanten in Dzanga Bai bestudeerd. Haar studies worden beschouwd als de belangrijkste  wetenschappelijke bijdragen op het gebied van bosolifanten.

## Conservatie
Dzanga Bai bevindt zich in de Sangha Trinational, een uitgestrekt bosgebied in het Kongobekken dat in 2012 op de werelderfgoedlijst werd geplaatst. Behalve deze beschermingsstatus zorgde de aanwezigheid van Turkalo en andere wetenschappers en natuurbeschermers er lange tijd voor dat wildstropers uit het gebied werden geweerd. In 2013 moest Turkalo door politieke onlusten de Centraal-Afrikaanse Republiek verlaten. Na haar vertrek werden 26 bosolifanten in Dzanga Bai door rebellen gedood. In 2014 keerde Turkalo terug naar het gebied en zette daar haar studie voort. Stropers die op zoek zijn naar ivoor blijven de grootste bedreiging voor de bosolifanten in Dzanga Bai.